# Old Tappan
Old Tappan ist eine Stadt im Bergen County, New Jersey, USA. Das U.S. Census Bureau hat bei der Volkszählung 2020 eine Einwohnerzahl von 5888 ermittelt.

## Geographie
Die geographischen Koordinaten der Stadt sind 41°0'41" nördliche Breite und 73°59'1" westliche Länge.
Nach den Angaben des United States Census Bureaus hat die Stadt eine Gesamtfläche von 10,6 km², wovon 8,4 km² Land und 2,2 km² (20,83 %) Wasser ist.

## Geschichte
Der National Park Service weist für Old Tappan vier Häuser im National Register of Historic Places (NRHP) aus (Stand 29. November 2018), darunter das Haring-DeWolf House.

## Demographie
Nach der Volkszählung von 2000 gibt es 5482 Menschen, 1778 Haushalte und 1541 Familien in der Stadt. Die Bevölkerungsdichte beträgt 655,3 Einwohner pro km². 82,69 % der Bevölkerung sind Weiße, 0,60 % Afroamerikaner, 0,05 % amerikanische Ureinwohner, 15,63 % Asiaten, 0,00 % pazifische Insulaner, 0,44 % anderer Herkunft und 0,58 % Mischlinge. 2,75 % sind Latinos unterschiedlicher Abstammung.
Von den 1778 Haushalten haben 42,6 % Kinder unter 18 Jahre. 77,7 % davon sind verheiratete, zusammenlebende Paare, 6,7 % sind alleinerziehende Mütter, 13,3 % sind keine Familien, 12,1 % bestehen aus Singlehaushalten und in 6,1 % Menschen sind älter als 65. Die Durchschnittshaushaltsgröße beträgt 3,02, die Durchschnittsfamiliengröße 3,28.
27,0 % der Bevölkerung sind unter 18 Jahre alt, 5,9 % zwischen 18 und 24, 24,3 % zwischen 25 und 44, 28,3 % zwischen 45 und 64, 14,6 % älter als 65. Das Durchschnittsalter beträgt 41 Jahre. Das Verhältnis Frauen zu Männer beträgt 100:92,4, für Menschen älter als 18 Jahre beträgt das Verhältnis 100:89,0.
Das jährliche Durchschnittseinkommen der Haushalte beträgt 102.127 USD, das Durchschnittseinkommen der Familien 106.772 USD. Männer haben ein Durchschnittseinkommen von 77.635 USD, Frauen 48.047 USD. Der Prokopfeinkommen der Stadt beträgt 48.367 USD. 1,8 % der Bevölkerung und 1,0 % der Familien leben unterhalb der Armutsgrenze, davon sind 0,9 % Kinder oder Jugendliche jünger als 18 Jahre und 3,1 % der Menschen sind älter als 65.

## Persönlichkeiten
- Sophia Eckerson (1866–1954), Botanikerin und Hochschullehrerin